# Bluntslide
 (décembre 2022).
Si vous disposez d'ouvrages ou d'articles de référence ou si vous connaissez des sites web de qualité traitant du thème abordé ici, merci de compléter l'article en donnant les références utiles à sa vérifiabilité et en les liant à la section « Notes et références ».

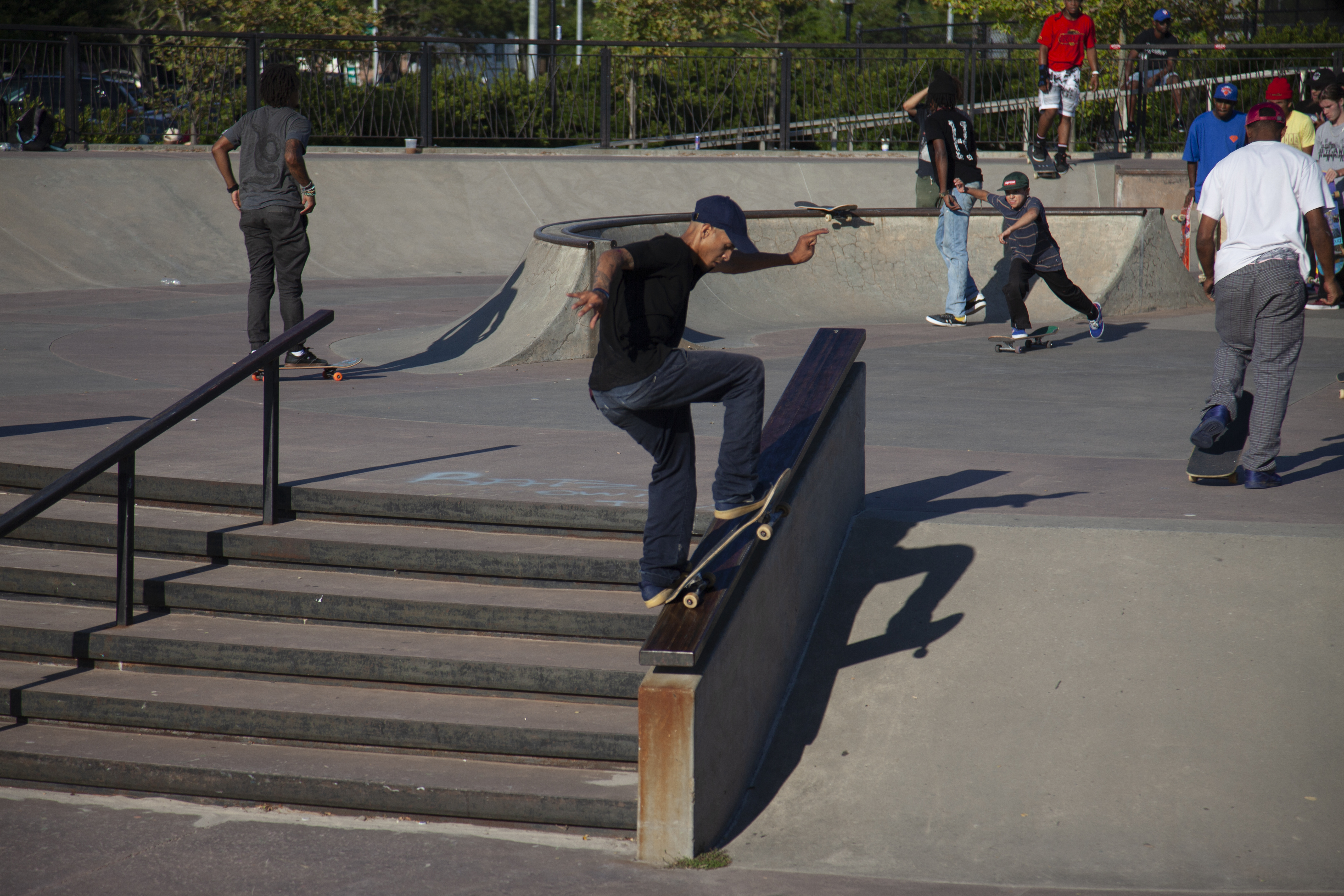
Un skateboarder effectuant un bluntslide.

Le bluntslide est un trick de skateboard. Il fait partie de la catégorie des slides et s'effectue par conséquent sur un rail, un curb, ou un autre élément apparentés.
Le bluntslide est proche du tailslide, attendu que le contact entre le skate et l'obstacle s'effectue à l'arrière de la planche. La différence est que, lors d'un bluntslide, le reste de la planche (l'axe avant et le nose) passent de l'autre côté de l'obstacle. Le skate se trouve donc généralement en oblique (contrairement au tailslide, ou il est horizontal). Cela fait de ce trick une figure difficile à effectuer sur un curb, car il nécessite, dans ce cas, de slider non seulement sur le tail mais aussi sur les roues.